# Uogólniona macierz odwrotna
Uogólniona macierz odwrotna – uogólnienie pojęcia macierzy odwrotnej na macierze prostokątne. Zamiennie używa się pojęć pseudoodwrotności, pseudoinwersji. Pojęcie to opracowali niezależnie od siebie E. H. Moore w 1920 i Roger Penrose w 1955 roku. Wcześniej, w 1903, pomysł pseudoodwrotności operatorów całkowych zaproponował Fredholm. Artykuł traktuje o uogólnieniu zaproponowanym przez Moore’a i Penrose’a, istnieją jednak także inne uogólnienia macierzy odwrotnej, których artykuł ten nie obejmuje.

## Definicja
Niech {\displaystyle A} będzie macierzą nad ciałem liczb rzeczywistych bądź zespolonych. Macierz {\displaystyle B} nazywamy uogólnioną macierzą odwrotną do {\displaystyle A,} jeżeli spełnia ona cztery poniższe warunki:
- {\displaystyle ABA=A,}
- {\displaystyle BAB=B,}
- {\displaystyle (AB)^{\star }=AB,}
- {\displaystyle (BA)^{\star }=BA,}

gdzie {\displaystyle {}^{\star }} oznacza sprzężenie hermitowskie macierzy.
Innym sposobem definiowania uogólnionej odwrotności jest określenie jej jako granicy:
{\displaystyle B=\lim _{\delta \to 0}(A^{\star }A+\delta I)^{-1}A^{\star }=\lim _{\delta \to 0}A^{\star }(AA^{\star }+\delta I)^{-1}.}
Definicja ta jest poprawna, ponieważ granice te istnieją nawet wówczas, gdy macierze {\displaystyle \left(AA^{\star }\right)^{-1}} oraz {\displaystyle \left(A^{\star }A\right)^{-1}} nie istnieją.
Dla macierzy nad ciałem liczb rzeczywistych sprzężenie hermitowskie jest równoważne transpozycji macierzy. Macierz {\displaystyle B} jest wyznaczona jednoznacznie i jest wówczas oznaczana zwykle przez {\displaystyle A^{+}.}

## Własności
Własności uogólnionej macierzy odwrotnej są podobne do własności zwykłej macierzy odwrotnej z tym, że każda macierz jest pseudoodwracalna (istnieje macierz do niej pseudoodwrotna):
- Pseudoodwrotność macierzy jest inwolucją
{\displaystyle \left(A^{+}\right)^{+}=A.}
- Zachodzą następujące przemienności
{\displaystyle \left(A^{T}\right)^{+}=\left(A^{+}\right)^{T}} (z transpozycją),
{\displaystyle \left({\overline {A}}\right)^{+}={\overline {\left(A^{+}\right)}}} (ze sprzężeniem trywialnym),
{\displaystyle \left(A^{\star }\right)^{+}=\left(A^{+}\right)^{\star }} (ze sprzężeniem hermitowskim).
- Dla każdego {\displaystyle \alpha \neq 0} zachodzi równość
{\displaystyle \left(\alpha A\right)^{+}={\tfrac {1}{\alpha }}A^{+}.}